# الرابطة الإسلامية للكتور

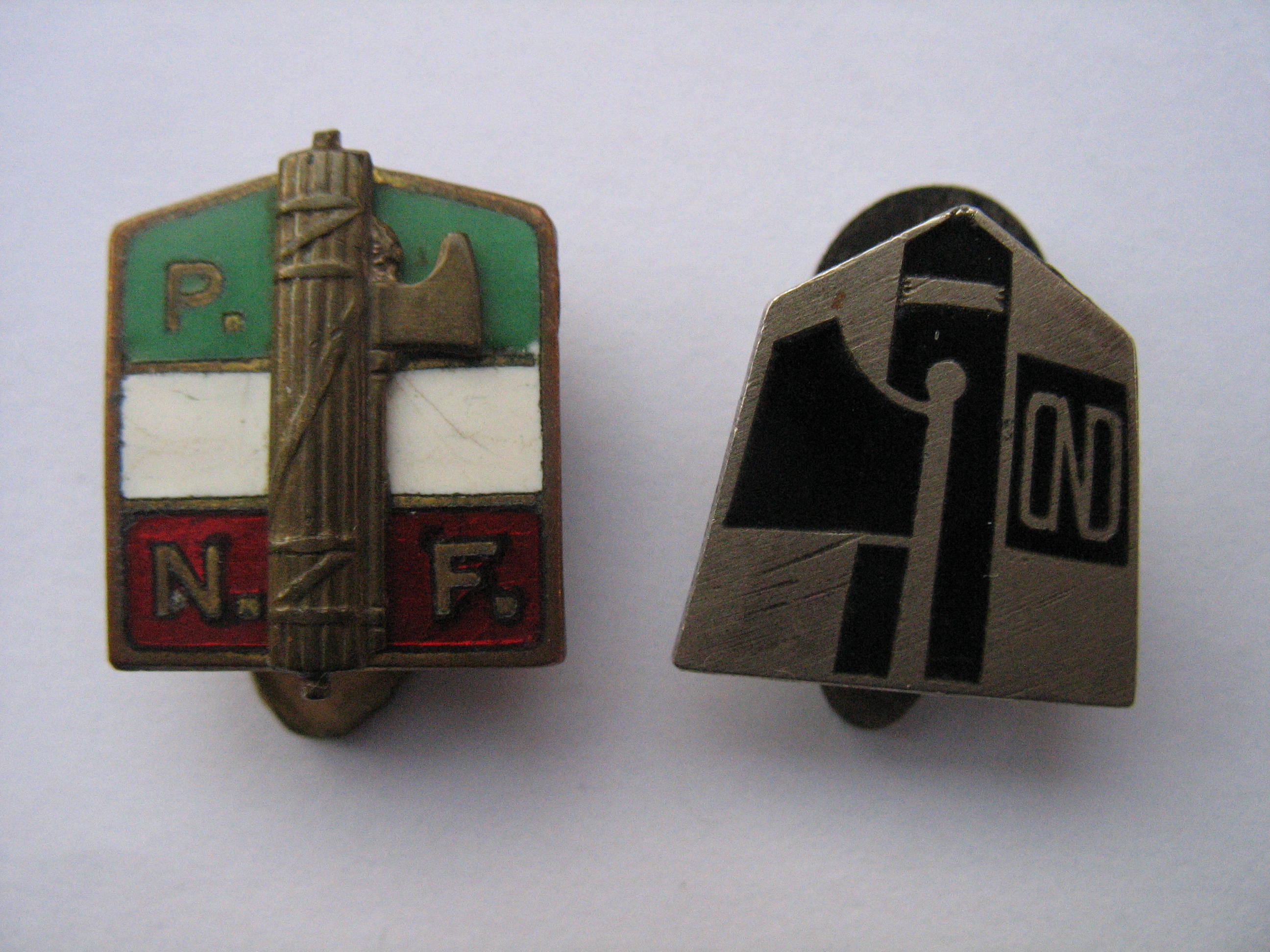
الزخارف الفاشية التي استخدمتها الرابطة

الرابطة الإسلامية للكتور (بالإيطالية: Associazione Musulmana del Littorio) تأسست في عام 1939 باعتبارها الفرع الإسلامي للحزب الوطني الفاشي في إيطاليا. وجدت بشكل رئيسي وبشكل كبير في ليبيا الإيطالية. تم حلها من قبل الحلفاء خلال غزو إيطاليا عام 1943.

## التاريخ
تأسست الرابطة من قبل الحاكم العام الإيطالي في ليبيا، إيتالو بالبو، في 9 يناير 1939.
تم إنشاء «الجنسية الإيطالية الخاصة» لليبيين الأصليين فقط داخل ليبيا (لم يتمكنوا من الهجرة إلى إيطاليا مع هذا النوع من الجنسية) التي زُعم أنها قد تم إجراؤها كبادرة امتنان للدعم العسكري الذي تلقاه بواسطة 9000 من الليبيين الأصليين في الغزو الإيطالي لإثيوبيا عام 1936. تم بعد ذلك تم تمرير القوانين التي تسمح لليبيين الأصليين بالانضمام إلى الحزب الوطني الفاشي ولا سيما الرابطة الإسلامية.

## فهرس
- دوناتي، سابينا. تاريخ سياسي للمواطنة والهوية الوطنية في إيطاليا، 1861-1950. مطبعة جامعة ستانفورد، ستانفورد، 2013 (ردمك 0804787336) ()